# Sporting Lucchese 2008-2009
Questa pagina raccoglie le informazioni riguardanti lo Sporting Lucchese nelle competizioni ufficiali della stagione 2008-2009.

## Stagione
Nella stagione 2008-2009 lo Sporting Lucchese ha disputato il suo primo campionato di quinta serie, facendo parte del girone E della Serie D in sovrannumero. L'iscrizione è stata accettata dalla FIGC il 27 agosto dopo l'inizio della Coppa Italia a cui pertanto non ha partecipato.

## Divise e sponsor
Lo sponsor tecnico per la stagione 2008-2009 è stato Diadora. La presentazione della squadra è avvenuta il 3 settembre, durante la quale sono state mostrate le divise di gioco: la prima maglia è a strisce verticali rosse e nere a bande larghe, pantaloncini e calzettoni neri, la seconda bianca con le spalle rosse, pantaloncini e calzettoni bianchi, la terza maglia è rossa, con pantaloncini e calzettoni rossi.
| 1ª divisa | 2ª divisa | 3ª divisa |

## Rosa
Rosa al settembre 2008
| N. |                   | Ruolo | Calciatore           |
| -- | ----------------- | ----- | -------------------- |
|    | Italia (bandiera) | P     | Matteo Costa         |
|    | Italia (bandiera) | P     | Diego Moretti        |
|    | Italia (bandiera) | P     | Gianmarco Lenzi      |
|    | Italia (bandiera) | D     | Dario Bova           |
|    | Italia (bandiera) | D     | Gianluca Cassettai   |
|    | Italia (bandiera) | D     | Matteo Cini          |
|    | Italia (bandiera) | D     | Francesco D'Angelo   |
|    | Italia (bandiera) | D     | Dario Degli Esposti  |
|    | Italia (bandiera) | D     | Giovanni Di Lorenzo  |
|    | Italia (bandiera) | D     | Carmelo Di Paola     |
|    | Italia (bandiera) | D     | Andrea Fregosi       |
|    | Italia (bandiera) | D     | Francesco Inglese    |
|    | Italia (bandiera) | D     | Alessio Mariotti     |
|    | Italia (bandiera) | D     | Alessandro Michelini |
|    | Italia (bandiera) | D     | Emanuele Venturelli  |
|    | Italia (bandiera) | C     | Luca Antoni          |

| N. |                    | Ruolo | Calciatore                     |
| -- | ------------------ | ----- | ------------------------------ |
|    | Italia (bandiera)  | C     | Nico Biviglia                  |
|    | Brasile (bandiera) | C     | Eduardo Luis Carloto           |
|    | Siria (bandiera)   | C     | Chadi Cheikh Merai             |
|    | Italia (bandiera)  | C     | Filippo Da San Biagio          |
|    | Italia (bandiera)  | C     | Alessandro Francone            |
|    | Italia (bandiera)  | C     | Andrea Marchi                  |
|    | Italia (bandiera)  | C     | Marco Mariotti                 |
|    | Italia (bandiera)  | C     | Antonio Meola                  |
|    | Italia (bandiera)  | C     | Francesco Mocarelli (capitano) |
|    | Italia (bandiera)  | C     | Adriano Panepinto              |
|    | Italia (bandiera)  | C     | Diego Vannucci                 |
|    | Italia (bandiera)  | A     | Riccardo Belluomini            |
|    | Italia (bandiera)  | A     | Alessandro Galli               |
|    | Italia (bandiera)  | A     | Manuel Pera                    |
|    | Italia (bandiera)  | A     | Gabriele Scandurra             |

## Calciomercato

### Sessione estiva(dal 01/07/2008 al 01/09/2008)
| Acquisti | Acquisti            | Acquisti       | Acquisti   |
| R.       | Nome                | da             | Modalità   |
| -------- | ------------------- | -------------- | ---------- |
| P        | Matteo Costa        | Pontedera      | definitivo |
| P        | Diego Moretti       | Sarzanese      | definitivo |
| P        | Gianmarco Lenzi     | Lucchese       | definitivo |
| D        | Dario Bova          | Südtirol       | definitivo |
| D        | Francesco D'Angelo  | Pistoiese      | definitivo |
| D        | Carmelo Di Paola    | Foligno        | definitivo |
| D        | Dario Degli Esposti | Armando Picchi | definitivo |
| D        | Francesco Inglese   | Palermo        | definitivo |
| D        | Alessio Mariotti    | Massese        | definitivo |
| D        | Emanuele Venturelli | Pistoiese      | definitivo |
| C        | Nico Biviglia       | Foligno        | definitivo |
| C        | Cheikh Merai Chadi  | SPAL           | definitivo |
| C        | Marco Mariotti      | R.C. Angolana  | definitivo |
| C        | Francesco Mocarelli | Perugia        | definitivo |
| C        | Adriano Panepinto   | Cuneo          | definitivo |
| C        | Diego Vannucci      | Forcoli        | definitivo |
| A        | Riccardo Belluomini | Valenzana      | definitivo |
| A        | Alessandro Galli    | Pergocrema     | definitivo |
| A        | Manuel Pera         | Barga          | definitivo |
| A        | Gabriele Scandurra  | Ternana        | definitivo |

| Cessioni | Cessioni | Cessioni | Cessioni |
| R.       | Nome     | a        | Modalità |
| -------- | -------- | -------- | -------- |

### Fuori sessione
| Acquisti | Acquisti             | Acquisti      | Acquisti   |
| R.       | Nome                 | da            | Modalità   |
| -------- | -------------------- | ------------- | ---------- |
| D        | Alessandro Michelini | Folgor Marlia | definitivo |
| C        | Eduardo Luis Carloto | Benevento     | definitivo |

| Cessioni | Cessioni | Cessioni | Cessioni |
| R.       | Nome     | a        | Modalità |
| -------- | -------- | -------- | -------- |

### Sessione invernale(dal 07/01/2009 al 02/02/2009)
| Acquisti | Acquisti            | Acquisti   | Acquisti |
| R.       | Nome                | da         | Modalità |
| -------- | ------------------- | ---------- | -------- |
| C        | Alessandro Francone | Cuoiopelli | prestito |

| Cessioni | Cessioni | Cessioni | Cessioni |
| R.       | Nome     | a        | Modalità |
| -------- | -------- | -------- | -------- |

## Risultati

### Serie D

#### Girone di andata
| Arbitro: | D. Rocca (Vibo Valentia) |

|  |           |                      |
|  | Marcatori | 59’ (rig.) Scandurra |

| Arbitro: | D. Prestia (Genova) |

|                                      |           |            |
| Scandurra 15’ Mocarelli 24’ Pera 76’ | Marcatori | 27’ Pulina |

| 17 settembre 2008 3ª giornata | Sestese | 2 – 0 | Lucchese |  |

| 21 settembre 2008 4ª giornata | Lucchese | 1 – 2 | Arrone |  |

| 28 settembre 2008 5ª giornata | Massese | 0 – 3 | Lucchese |  |

| 5 ottobre 2008 6ª giornata | Lucchese | 3 – 1 | Pontedera |  |

| 12 ottobre 2008 7ª giornata | Pontevecchio | 0 – 4 | Lucchese |  |

| 19 ottobre 2008 8ª giornata | Lucchese | 3 – 0 | Sansepolcro |  |

| 26 ottobre 2008 9ª giornata | Rieti | 0 – 0 | Lucchese |  |

| 2 novembre 2008 10ª giornata | Lucchese | 4 – 1 | Armando Picchi |  |

| 5 novembre 2008 11ª giornata | Sangimignano | 0 – 2 | Lucchese |  |

| 9 novembre 2008 12ª giornata | Lucchese | 1 – 0 | Orvietana |  |

| 16 novembre 2008 13ª giornata | Lucchese | 5 – 2 | Montevarchi |  |

| 23 novembre 2008 14ª giornata | Gavorrano | 2 – 0 | Lucchese |  |

| 30 novembre 2008 15ª giornata | Lucchese | 5 – 0 | Fortis Juventus |  |

| 7 dicembre 2008 16ª giornata | Mobilieri Ponsacco | 0 – 2 | Lucchese |  |

| 14 dicembre 2008 17ª giornata | Lucchese | 2 – 0 | Deruta |  |

| 21 dicembre 2008 18ª giornata | Scandicci | 1 – 3 | Lucchese |  |

| 4 gennaio 2009 19ª giornata | Lucchese | 4 – 0 | Forcoli |  |

#### Girone di ritorno
| 11 gennaio 2009 20ª giornata | Lucchese | 3 – 1 | Sansovino |  |

| 18 gennaio 2009 21ª giornata | Cecina | 1 – 4 | Lucchese |  |

| 21 gennaio 2009 22ª giornata | Lucchese | 1 – 0 | Sestese |  |

| 25 gennaio 2009 23ª giornata | Arrone | 1 – 3 | Lucchese |  |

| 1º febbraio 2009 24ª giornata | Lucchese | 2 – 0 | Massese |  |

| 15 febbraio 2009 25ª giornata | Pontedera | 0 – 0 | Lucchese |  |

| 22 febbraio 2009 26ª giornata | Lucchese | 3 – 0 | Pontevecchio |  |

| 1º marzo 2009 27ª giornata | Sansepolcro | 0 – 3 | Lucchese |  |

| 8 marzo 2009 28ª giornata | Lucchese | 1 – 1 | Rieti |  |

| 15 marzo 2009 29ª giornata | Armando Picchi | 0 – 5 | Lucchese |  |

| 18 marzo 2009 30ª giornata | Lucchese | 3 – 0 | Sangimignano |  |

| 22 marzo 2009 31ª giornata | Orvietana | 2 – 1 | Lucchese |  |

| 29 marzo 2009 32ª giornata | Montevarchi | 3 – 3 | Lucchese |  |

| 4 aprile 2009 33ª giornata | Lucchese | 1 – 0 | Gavorrano |  |

| 19 aprile 2009 34ª giornata | Fortis Juventus | 3 – 2 | Lucchese |  |

| 26 aprile 2009 35ª giornata | Lucchese | 4 – 0 | Mobilieri Ponsacco |  |

| 3 maggio 2009 36ª giornata | Deruta | 2 – 0 | Lucchese |  |

| 10 maggio 2009 37ª giornata | Lucchese | 1 – 1 | Scandicci |  |

| 17 maggio 2009 38ª giornata | Forcoli | 1 – 0 | Lucchese |  |

### Poule scudetto
| Arbitro: | E. Abbattista (Molfetta) |

|                       |           |          |
| Potenza 56’ Soria 63’ | Marcatori | 60’ Bova |

| Arbitro: | A. Adduci (Paola) |

|                          |           |                                           |
| Galli 1’, 47’ Pera 90+1’ | Marcatori | 4’ Sackey 24’ (aut.) Inglese 81’ Fisicaro |

## Statistiche

### Statistiche di squadra
| Competizione   | Punti | In casa | In casa | In casa | In casa | In casa | In casa | In trasferta | In trasferta | In trasferta | In trasferta | In trasferta | In trasferta | Totale | Totale | Totale | Totale | Totale | Totale | DR  |
| Competizione   | Punti | G       | V       | N       | P       | Gf      | Gs      | G            | V            | N            | P            | Gf           | Gs           | G      | V      | N      | P      | Gf     | Gs     | DR  |
| -------------- | ----- | ------- | ------- | ------- | ------- | ------- | ------- | ------------ | ------------ | ------------ | ------------ | ------------ | ------------ | ------ | ------ | ------ | ------ | ------ | ------ | --- |
| Serie D        | 83    | 19      | 16      | 2       | 1       | 50      | 10      | 19           | 10           | 3            | 6            | 36           | 18           | 38     | 26     | 5      | 7      | 86     | 28     | +58 |
| Poule Scudetto | -     | 1       | 0       | 1       | 0       | 3       | 3       | 1            | 0            | 0            | 1            | 1            | 2            | 2      | 0      | 1      | 1      | 4      | 5      | -1  |
| Totale         | -     | 20      | 16      | 3       | 1       | 53      | 13      | 20           | 10           | 3            | 7            | 37           | 20           | 40     | 26     | 6      | 8      | 90     | 33     | +57 |

### Andamento in campionato
| Giornata  | 1 | 2 | 3 | 4  | 5 | 6 | 7 | 8 | 9 | 10 | 11 | 12 | 13 | 14 | 15 | 16 | 17 | 18 | 19 | 20 | 21 | 22 | 23 | 24 | 25 | 26 | 27 | 28 | 29 | 30 | 31 | 32 | 33 | 34 | 35 | 36 | 37 | 38 |
| --------- | - | - | - | -- | - | - | - | - | - | -- | -- | -- | -- | -- | -- | -- | -- | -- | -- | -- | -- | -- | -- | -- | -- | -- | -- | -- | -- | -- | -- | -- | -- | -- | -- | -- | -- | -- |
| Luogo     | T | C | T | C  | T | C | T | C | T | C  | T  | C  | C  | T  | C  | T  | C  | T  | C  | C  | T  | C  | T  | C  | T  | C  | T  | C  | T  | C  | T  | T  | C  | T  | C  | T  | C  | T  |
| Risultato | V | V | P | P  | V | V | V | V | N | V  | V  | V  | V  | P  | V  | V  | V  | V  | V  | V  | V  | V  | V  | V  | N  | V  | V  | N  | V  | V  | P  | N  | V  | P  | V  | P  | N  | P  |
| Posizione | 7 | 4 | 6 | 10 | 5 | 4 | 4 | 1 | 1 | 1  | 1  | 1  | 1  | 1  | 1  | 1  | 1  | 1  | 1  | 1  | 1  | 1  | 1  | 1  | 1  | 1  | 1  | 1  | 1  | 1  | 1  | 1  | 1  | 1  | 1  | 1  | 1  | 1  |

Legenda:

Luogo: C = Casa; T = Trasferta. Risultato: V = Vittoria; N = Pareggio; P = Sconfitta.